# XIII Liceum Ogólnokształcące im. Marii Piotrowiczowej w Łodzi
XIII Liceum Ogólnokształcące im. Marii Piotrowiczowej w Łodzi – łódzkie liceum ogólnokształcące mieszczące się przy ul. Eliasza Chaima Majzela 4.
Szkoła powstała w marcu 1945 r. jako  XII Państwowe Koedukacyjne Gimnazjum i Liceum. Pod nazwą XIII Liceum Ogólnokształcącego funkcjonuje od 1 września 1957 roku. Patronką szkoły od 21 stycznia 1961 r. jest Maria Piotrowiczowa. Liceum szczyci się 2 klasami dwujęzycznymi z wykładowym językiem francuskim przy współpracy z Ambasadą Francji w Warszawie.